# Neuendorf 32, 33 (Quedlinburg)

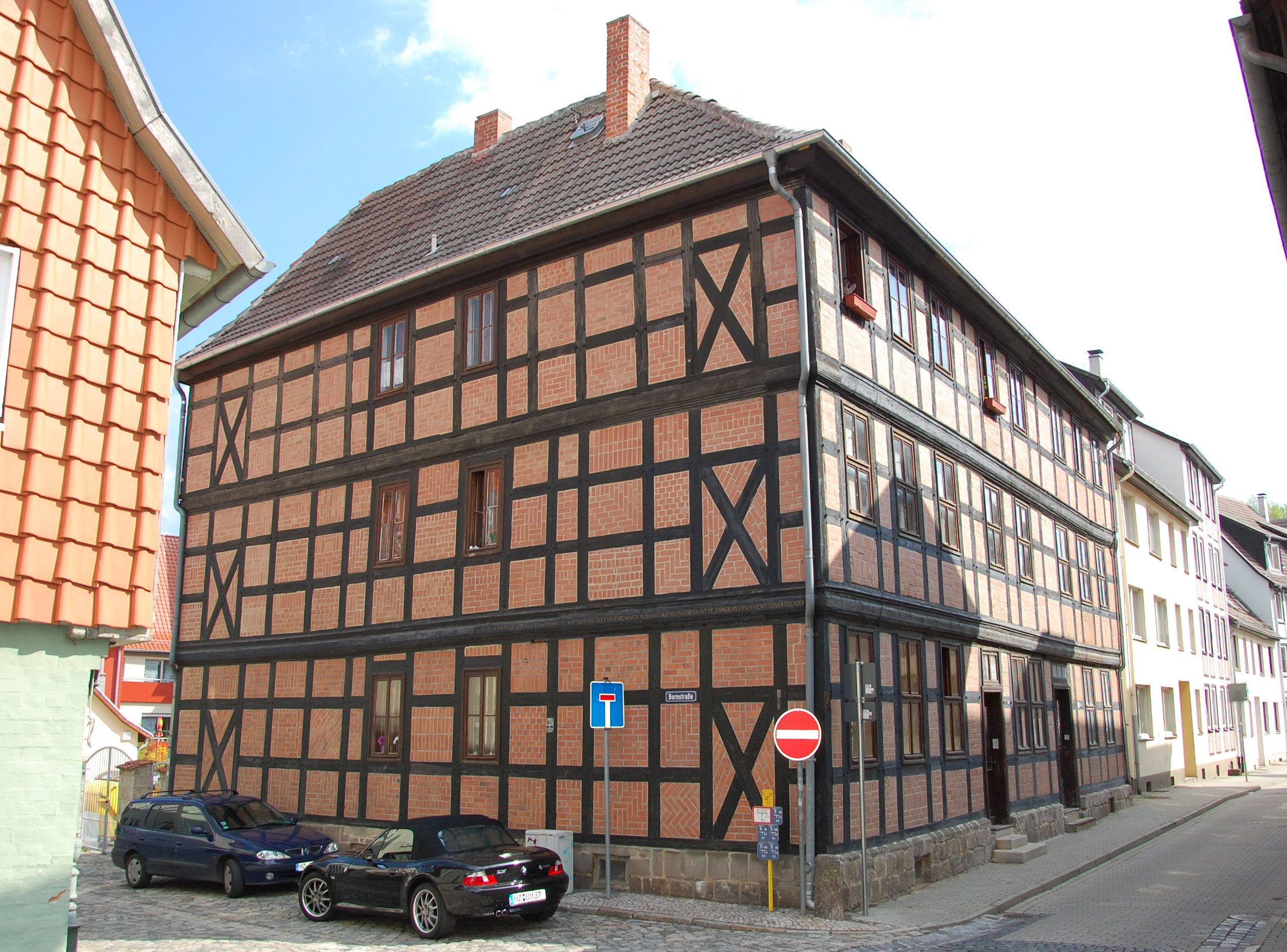
Haus Neuendorf 32, 33, Blick von Norden

Das Haus Neuendorf 32, 33 ist ein denkmalgeschütztes Gebäude in der Stadt Quedlinburg in Sachsen-Anhalt. 

## Lage
Es befindet sich nordwestlich des Marktplatzes der Stadt auf der Ostseite der Straße Neuendorf an der Einmündung der Bornstraße und gehört zum UNESCO-Weltkulturerbe. Das Gebäude ist im Quedlinburger Denkmalverzeichnis als Wohnhaus eingetragen.

## Architektur und Geschichte
Das große dreigeschossige Fachwerkhaus entstand nach einer an der ersten Stockschwelle befindlichen Inschrift durch den Zimmermeister Joachim Lange für Elisabeth Hartung. Auf Lange verwies die Inschrift JOACHIM LANGE ZIMMERMAN. Der Bau wurde am 22. März 1717 fertiggestellt. Die Fassade verfügt über Gurtprofile und war ursprünglich symmetrisch angeordnet. 1985 wurde der südliche Teil des Gebäudes, die Hausnummer 34, abgerissen.